# Grătiești
Grătiești è un comune della Moldavia appartenente al Municipio di Chișinău di 6.242 abitanti al censimento del 2004

## Località
Il comune è formato dall'insieme delle seguenti località (popolazione 2004):
- Grătiești (4.689 abitanti)
- Hulboaca (1.553 abitanti)